# Vettius Justus (consul)
Pour les articles homonymes, voir Vettius Justus.
 (juin 2016).
Vettius Justus (fl. 328) était un homme politique de l'Empire romain.

## Biographie
Fils de Gaius Vettius Cossinius Rufinus et de sa femme Petronia Probiana.
Il fut consul en 328.
Il est probablement le père de Vettius Justus, gouverneur de Picénum, et donc probablement le grand-père de l'impératrice Justine.